# Comandancia General de Melilla

Guion de la Comandancia General de Melilla.

La Comandancia General de Melilla (COMGEMEL) es un órgano de la Fuerza Terrestre del Ejército de Tierra de España cuya finalidad más importante consiste en preparar organizaciones operativas con las unidades acuarteladas en la ciudad de Melilla, de acuerdo con la doctrina específica terrestre. También mantiene destacamentos en los peñones de Vélez de la Gomera y de Alhucemas y en las islas Chafarinas.

## Historia
En 1497, Pedro de Estopiñán ocupó la ciudad, que pasó a depender del ducado de Medina Sidonia y, a partir de 1556, de la corona. En 1860 el Tratado de Wad-Ras entre España y el Sultanato de Marruecos estableció que los límites fronterizos de plaza fueran los que alcanzaban los disparos del cañón de »El Caminante«. Tres años más tarde se creó el puerto franco y en 1864 las autoridades españolas permitieron el asentamiento libre de personas en la ciudad. Durante el último tercio del siglo XIX y el primero del siglo XX, los alrededores de Melilla fueron escenario de intermitentes enfrentamientos que desembocaron en el conflicto de la guerra de Marruecos. Las sucesivas batallas de Barranco del Lobo en 1909 y especialmente la derrota de la casi totalidad de los efectivos de la comandancia en Annual, en 1921, causaron un gran impacto en la opinión pública española, forzando una alianza militar entre España y Francia que permitió la pacificación del Protectorado español de Marruecos. 
Hasta 1956, año en que Marruecos alcanzó su independencia, la Comandancia General de Melilla dependió de la Alta Comisaría de España en Marruecos. Cuatro años después se recuperaron los límites de 1860 mediante un tratado suscrito con Marruecos. Hasta 1968 la comandancia estuvo subordinada a la Jefatura del Ejército Español en el Norte de África. A partir de entonces, pasó a integrarse en la IX Región Militar y depender de la Capitanía General de Granada, hasta 1984, fecha en que la IX Región Militar desaparece y se fusiona con la II Región Militar. Desde aquel año a 1997, cuando se creó la Zona Militar de Melilla, formó parte de la II Región Militar. En el año 2006, la Comandancia General de Melilla quedó integrada en la Fuerza Terrestre del Ejército de Tierra. Un general de división desempeña el mando de la unidad. Su cuartel general se encuentra situado en el centro de la ciudad.

La Comandancia General de Melilla encuadra las siguientes unidades:
- Cuartel General:
  - Segunda Jefatura
  - Estado Mayor
  - Batallón de Cuartel General XVIII
  - Secretaría
  - Asesoría Jurídica
  - Jefatura de Asuntos Económicos
  - Oficina de Comunicación Pública
- Regimiento de Caballería "Alcántara" n.º 10
  - Grupo de Caballería Acorazada "Taxdirt" I/10
- Tercio "Gran Capitán" 1º de La Legión
  - Bandera de Infantería Protegida "Comandante Franco" I/1
- Grupo de Regulares "Melilla" n.º 52
  - Tabor de Infantería Motorizada "Alhucemas" I/52
- Regimiento Mixto de Artillería n.º 32
  - Grupo de Artillería de Campaña I/32
  - Grupo de Artillería Antiaérea II/32
- Regimiento de Ingenieros n.º 8
  - Batallón de Zapadores I/8
- Unidad Logística n.º 24
  - Compañía de Mar de la Unidad Logística n.º 24